# Edoardo Tani
Edoardo Tani (Tivoli, 1880 – Roma, 1948) è stato un pittore, museologo e acquarellista italiano.

## Biografia

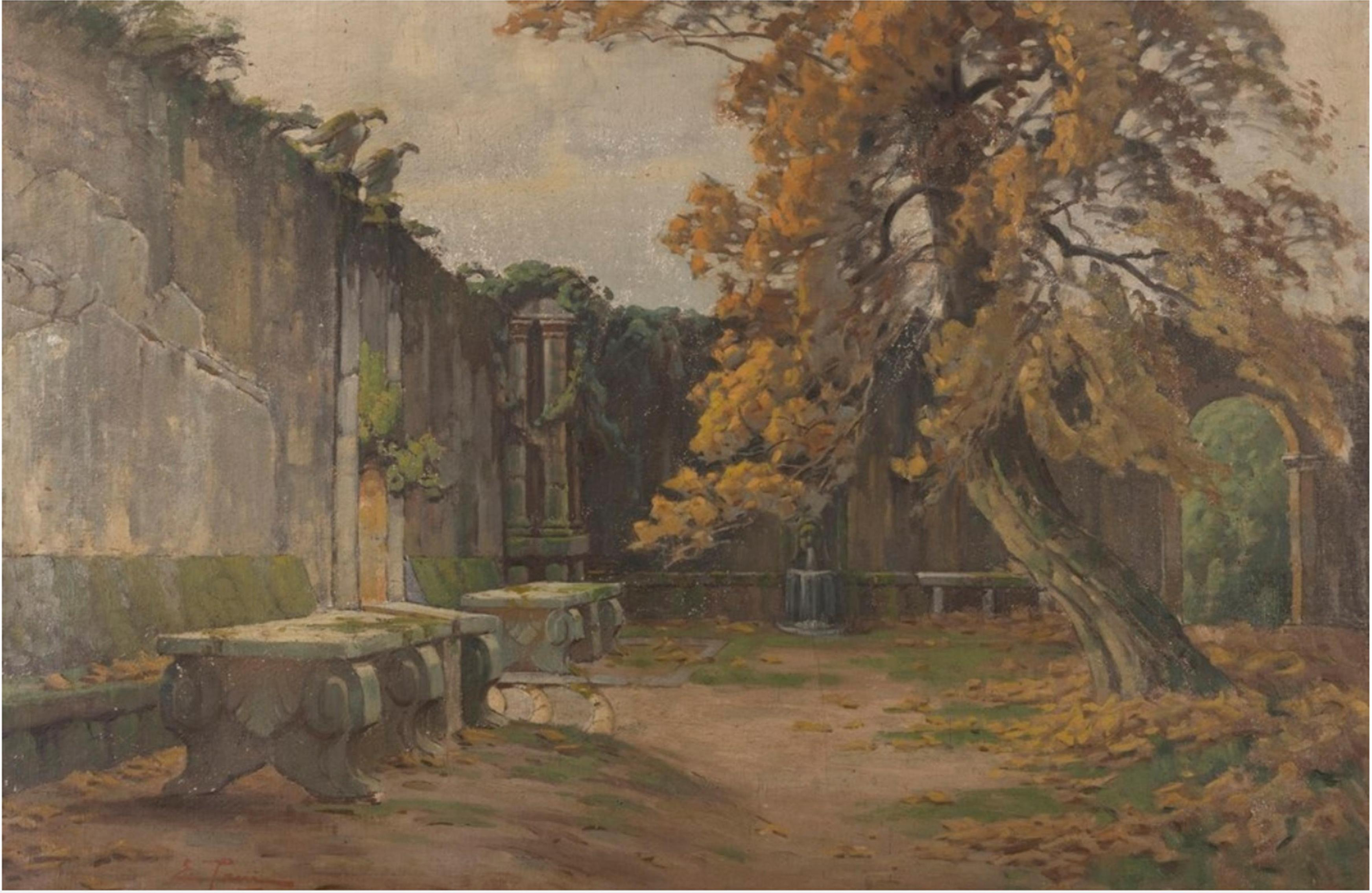
Il giardino, Tivoli, olio su tela, 1930, collezione privata.

Da Tivoli si trasferì a Roma, per frequentare l'Accademia di Belle Arti. S'iscrisse a quattordici anni alla scuola per arazzi di Erulo Eroli - che era presidente della Associazione degli Acquarellisti romani - e apprese l'arte di tingere le lane, in tutte le sfumature dei colori, applicandosi anche alla tessitura e al restauro dell'arazzo. Divenne poi insegnante in un liceo artistico romano.
Frequentava Ettore Roesler Franz, Fausto Vagnetti, Dante Ricci e Onorato Carlandi che spesso andava a Tivoli, dove aveva acquistato una casa che poi vendette ad Ettore Roesler Franz. Per approfondire il suo orizzonte sulla pittura moderna, Edoardo Tani viaggiò in Inghilterra e in Spagna (espose al Teatro Reale di Madrid nel 1920, vendendo tutte le sue opere esposte, circa un centinaio) e rimase colpito in particolare dalla pittura inglese di epoca romantica di William Turner, di John Constable e di Peter de Wint. Il suo linguaggio pittorico ha radici lontaneː la teoria impressionistica delle "ombre colorate", l'esperienza della pittura en plein air, l'effetto "trasparenza" che sfonda in profondità i piani, la fedeltà alla natura. Con cautela si lasciò influenzare dal divisionismo, in particolare nei paesaggi ad acquarello, dove accostava piccole pennellate tondeggianti, variando appena i colori, come se in qualche modo volesse suggerire la tessitura di un arazzo. Curava l'effetto della prospettiva e la vaporosità in cui la natura è immersa, dipingendo il fogliame con tocchi liquidi, dal verde, sempre più tenero, fino al grigio-turchese. Eseguì ritratti, alcuni femminili, reinterpretando con tratti minuti, appena percettibili, la lezione del divisionismo.
Nel 1909 fu ammesso nella Associazione degli Acquarellisti romani e partecipò con costanza a tutte le loro mostre, fino al 1930, anno in cui l'Associazione fu sciolta. Per un periodo fu anche consigliere degli Acquarellisti romani e fu poi nominato Ispettore alle antichità e direttore della Villa Gregoriana di Tivoli.
Nel 1954, in una retrospettiva allestita alla Galleria romana "Il Camino", furono presentate cinquantadue opere di Edoardo Tani. Suoi acquarelli sono stati esposti in occasione della mostra "Tivoli e la sua campagna nella pittura dell'Ottocento", organizzata a Villa d'Este nel 1985. Nella palazzo del Comune di Tivoli sono esposti alcuni suoi olii: "Veduta della Piazza del Comune", 1930; "Belvedere a Villa d’Este", 1930 ca;  "Cipressi di Villa d’Este", 1904; "Ritratto del Sindaco Emanuele Lolli", 1926; "Ritratto del Sindaco Domenico Salvati", 1926. Edoardo Tani si firmavaː "E Tani Roma" o "E Tani Tivoli".
La città di Tivoli gli ha intitolato il vicolo che da Piazza Trento porta in via della Missione.

### Altre opere
- Nudo femminile, pastelli su carta

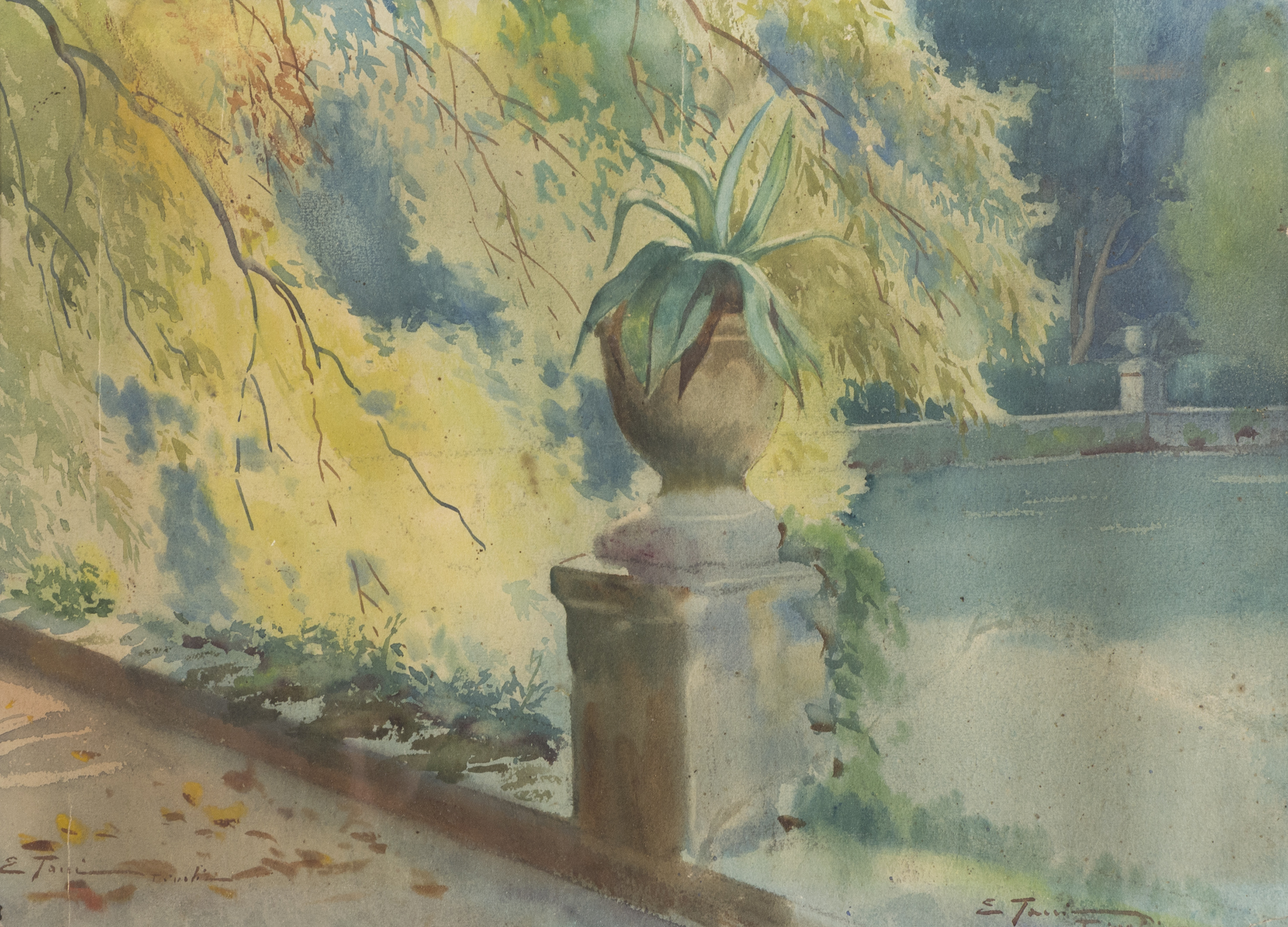
Villa a Tivoli, acquerello su carta incollata su cartone, 1929, collezione privata.

- Paesaggio con cipressi, 1904, olio su tela
- Paesaggio boschivo con olivi
- Veduta di Tivoli, olio su tela
- Campagna romana
- L'Aniene nei pressi di Tivoli, olio su tela
- Rovine sulla via Appia, 1920, acquarello
- Veduta con il Campidoglio, 1930, olio su cartone
- Veduta di Taormina, olio su tavoletta
- Paesaggio, acquarello su carta